# 政治的リーダーシップ
一般的なリーダーシップとは、ある組織において指導的な地位にある人物の行動の傾向や人格の特性により生じる現象として理解されている。同時にそれは組織の構成員を統制・指導し、協働させることによって、組織の目標を達成することを容易にする機能がある。このようなリーダーシップの基本的な特徴は政治的リーダーシップ（せいじてきリーダーシップ）においても共通しているが、政治的リーダーシップの分析では組織全般ではなく政府組織や政治的指導者に着目する。

## 概要
一般的なリーダーシップとは、ある組織において指導的な地位にある人物の行動の傾向や人格の特性により生じる現象として理解されている。同時にそれは組織の構成員を統制・指導し、協働させることによって、組織の目標を達成することを容易にする機能がある。このようなリーダーシップの基本的な特徴は政治的リーダーシップにおいても共通しているが、政治的リーダーシップの分析では組織全般ではなく政府組織や政治的指導者に着目する。
政治的リーダーシップを理解するための一つの方法に政治的指導者の特性を分類する方法がある。例えばバーンズは消極的な立場に立って部下の自発性を引き出す「自由放任型リーダーシップ（Lassez-faire Leadership）」、主導的な立場に立って相互に協調しようとする「交流型リーダーシップ（Transactional Leadership）」、そして前面に出ることなく部下を動機付けようとする「変形型リーダーシップ（Transformational Leadership）」という三種類の区分を提案している。
このような政治的リーダーシップの多様性を説明するために、環境要因に着目する分析や人格的要素に着目する分析がある。エルジーも政治的リーダーシップを研究するアプローチには個人的要素から調べるアプローチと、環境的要素から調べるアプローチがあると考えている。彼はさらに環境的要因には公然な制度要因と、非公然な社会要因の二つがあると見分けており、権力資源の分布から分析を加えることができると論じている。
個人的要因を調べる場合には、指導者の目標である野心と意思決定の方法であるスタイルを調査することが考えられている。